# NetASQ
Netasq était une société française spécialisée en sécurité de l'information
En 2013 la direction est confiée à Pierre Calais.
En octobre 2012, Cassidian CyberSecurity, filiale spécialisée en cyber sécurité du groupe Airbus a annoncé l'acquisition de Netasq
Depuis janvier 2016, Netasq est devenu un département de la société Stormshield.
La société est cédée et radiée le 16 février 2016,

## Activités
La société édite des solutions UTM (Unified Threat Management), c'est-à-dire de gestion unifiée des menaces, qui combinent les fonctions :
- de pare-feu applicatif et réseau ;
- filtrage d'internet[5] :
  - Anti-spam,
  - Anti-spyware,
  - Antivirus,
  - filtrage d'URL,
- réseau privé virtuel ;
  - IPsec,
  - SSL (Secure Socket Layer),
- ainsi qu'une technologie intégrée de prévention d'intrusion en temps réel : ASQ (Active Secure Qualification).

Ses solutions UTM sont certifiées Critères communs EAL4+ depuis le 3 août 2009.